# Vans

Vansの主力商品である「オールドスクール」シューズ（マリンブルー）

Vans（バンズ、ヴァンズ）は、アメリカ合衆国カリフォルニア州コスタメサに本拠を置く靴及び関連アパレル製品ブランドである。1966年、ポール・ヴァン・ドーレンらによってカリフォルニア州アナハイムにてデッキシューズのメーカー兼ショップとして創業された。2004年6月にアメリカの大手アパレルメーカーのVFコーポレーションに買収され、現在は同グループのブランドのひとつとなっている。
主力商品のスニーカーは、スケートボードの愛好家に人気を博している。BMXやスノーボード用のシューズでも知られており、過去にはダニエル・フランク（長野オリンピック）、ダニー・キャスとドリアーヌ・ヴィダル（ソルトレークシティオリンピック）、ユーリ・ポドラドチコフ（ソチオリンピック）がVansのシューズを履いてオリンピックのスノーボード種目でメダルを獲得している。
ブランド名は「ヴァン（Van）とその仲間たち」に由来する。ブランドのキャッチフレーズ「OFF THE WALL」は、スケートボーダーが空になったスイミングプールの壁を利用して空中技に挑む際に使用されたスラングがもととなっている。
日本においてはABCマートがVansの国内総代理店および国内商標使用契約を締結している。これにより、Vansのブランドネームのもと、ABCマートが企画・生産・販売を行っている。一方で海外Vans企画商品も流通している。

## 沿革
1944年、当時14歳の少年であったポール・ヴァン・ドーレンは、学校が好きではないことに気付き中学校を退学した。ポールは馬を好み、競馬場には出没したが、学校に行かず働くこともしないポールに対し、母親のレナは靴メーカーのランディーズ (Randy's) で働くよう言った。ポールはランディーズで清掃と靴の製造に従事し、昇進を重ね34歳で副社長となり、ランディーズはアメリカで最大の靴メーカーのひとつとなった。 
さらに、ポールはカリフォルニア州ガーデングローブにあるランディーズの業績の悪い工場を再建するために、ポールと彼の弟のジェームズ・ヴァン・ドーレン、そしてゴードン・リーとともに乗り出す。ガーデングローブ工場で働き始めてからわずか8か月後、その工場は本社が存在するマサチューセッツ州にある工場よりも良い業績を挙げるようになった。ガーデングローブで働き始めて3か月ほど経った頃、ポールは自分自身の靴ブランドを立ち上げたいと考えた。
1966年3月16日、 ポールとジェームズの兄弟、ゴードン・リーとセルジュ・デリーは、デッキシューズの工房及びショップ「The Van Doren Rubber Company」をカリフォルニア州アナハイムに開業した。初日の朝、12人の客が訪れたが、店頭には陳列用のモデルしかなかった。客のオーダーを受け付け、大急ぎで靴を作製し、昼過ぎに戻ってきた客に渡したが、釣銭の用意がなかったため代金は後日持ってきてもらうように伝えた。客全員が翌日代金を持ってきたという。
1970年代前半には、現在「AUTHENTIC」として知られている#44 DECK SHOESシリーズが、頑丈さと分厚くグリップのあるアウトソールでカリフォルニアのスケートボーダーに人気を博した。その後1975年には#95（ERA）、1977年には#36（OLD SKOOL）と#98（SLIP-ON）、1978年にはStyle 38（SK8-HI）など、現在まで続く人気商品を世に送り出す。
現在使用されているスケートボードをデザインした「OFF THE WALL」ロゴのオリジナルバージョンは、1970年代にジェームズの息子であったマークによって、自分自身のスケートボードにスプレー塗装するためのステンシルとしてデザインされた。

### 急成長と経営破綻
1982年にヒットした映画「初体験／リッジモント・ハイ」において、ショーン・ペン演じるジェフ・スピコーリがVansのSLIP-ONを履いていたことで、Vansは国民的ブームとなった。生産体制を拡大し多くの新規雇用も行ったが、急な業務拡大と競争相手の出現により経営は行き詰まり、1,200万ドルにものぼる負債を抱えるまでとなった。1984年に経営破綻し、法律に基づいてポールは経営から退いた。1986年に破産状態から脱却し、ポールは経営に復帰、1987年には黒字化に成功した。
1988年、ポールはカリフォルニアを拠点とする投資会社にVansを売却することに同意した。レバレッジ・バイアウトによって7,100万ドルでの売却となった。ポールは会長職で社にとどまり、社名は「Vans, Inc」となった。
会社の業績も復調し、1990年には7000万ドルの売り上げを記録した。1991年にはNASDAQで新規株式公開を行った。この年、ポールは経営から退いた。
1993年にはスノーボードブーツを発表した。ブーツの売り上げは1995年の6,000足から翌年には11万足へ急拡大し、社の業績をさらに飛躍させた。
国外における事業も好調で、売り上げは1997年の4,640万ドルから2001年の9,820万ドルへ倍増した。
1995年からはワープド・ツアーのスポンサーとなった。その後も、スケートボードやサーフィンなどのイベントのスポンサードを行っている。
2004年、VFコーポレーションに約4億ドルで買収され、同グループのブランドのひとつとなった。
2016年、創立50周年を迎え、新たなロゴを発表した。「VANS」の文字の形状に変化はないが、文字の色が黒から赤に変更された。

## 主な商品
- AUTHENTIC（オーセンティック）
- ERA（エラ）
- SLIP-ON（スリッポン）
- SK8-HI（スケートハイ）
- CHUKKA（チャッカ）
- HALF CAB（ハーフキャブ）

## スケートパーク

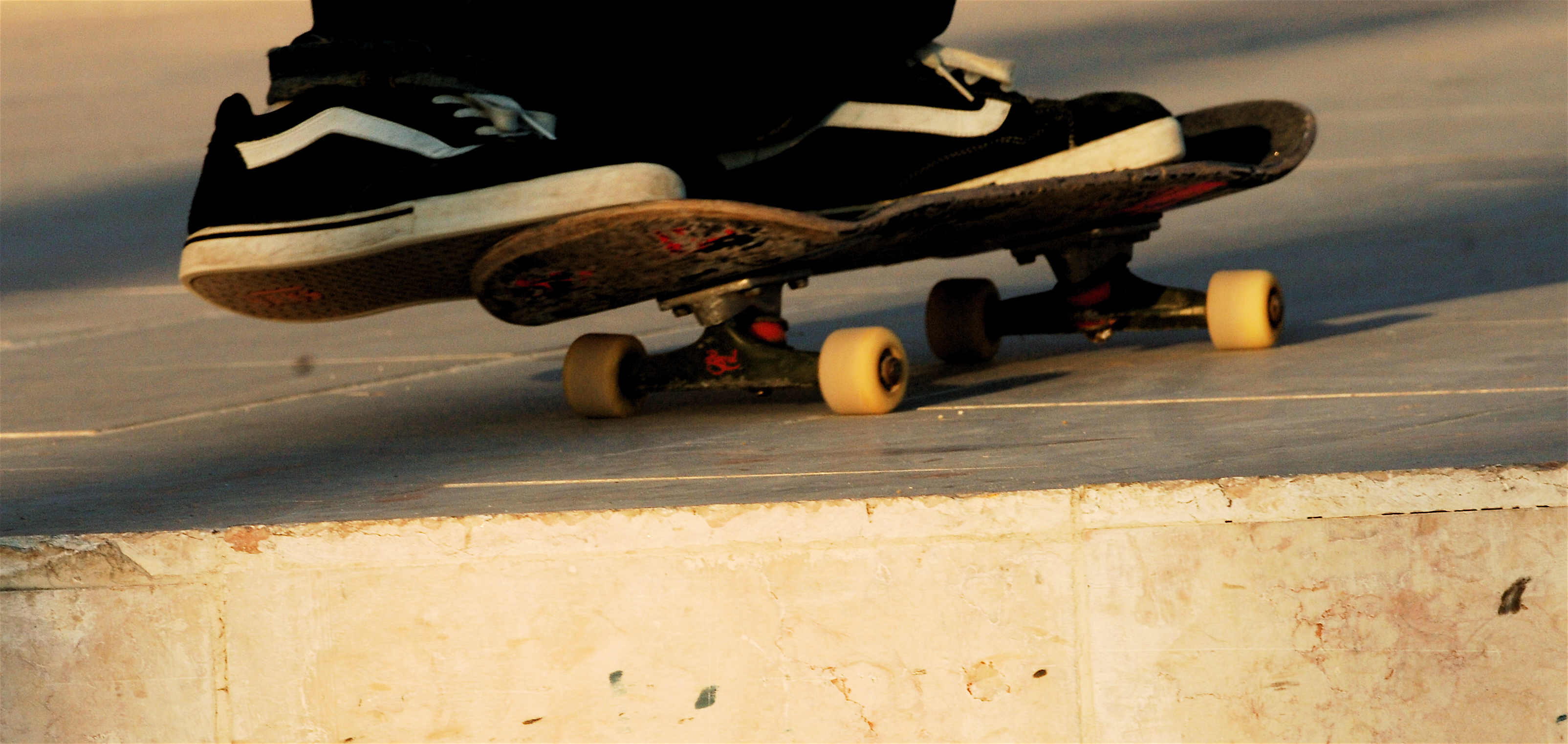
スケートボードで使用中のバンズの靴

Vansは、1998年にスケートパークをカリフォルニア州オレンジ郡のThe Outlets at Orangeにオープンした。20,000平方フィート（約1,900平方メートル）の面積を誇るパーク内には、屋内ストリートコース、深さ12フィート（約3.7m）のコンビプール、ミニランプ、屋外ストリートコース、アーケードなどのコースを備えている。パークは2009年にリニューアルされた。 
2010年には、同社2つ目のスケートパークをカリフォルニア州ハンティントンビーチに建設した。17,500平方フィート（約1,630平方メートル）のスケートボウルと、25,000平方フィート（2,300平方メートル）のスケートプラザで構成され、Vansは20年間のリース契約で、市に年1アメリカドルを支払っている。
2014年、ロンドンの地下トンネルを改装したオールドヴィック・トンネル内に、スケートパーク「House of Vans」を設けた。